# 波蘭低地牧羊犬

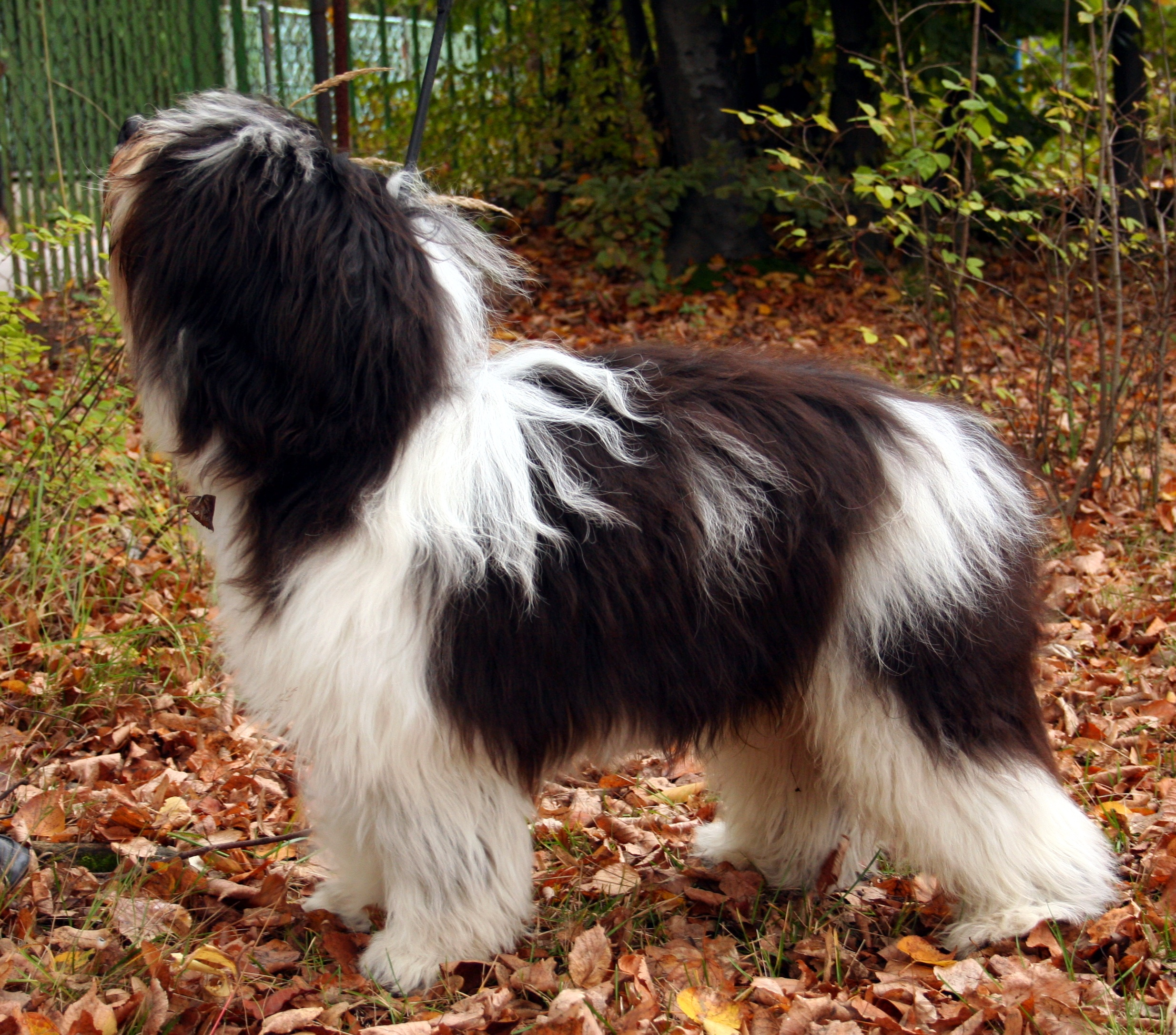

波蘭低地牧羊犬（英語：Polish Lowland Sheepdog）是牧羊犬的其中一種。波蘭低地牧羊犬整體肌肉發達，皮毛濃密且呈略微的波浪狀。某些天生就没有尾巴，有尾巴的幼犬也会被截尾。
波蘭低地牧羊犬個性活躍、警戒心強，適合擔當守卫犬。身高约41-51厘米，体长约14-16公斤。

## 历史
波蘭低地牧羊犬原產於波蘭，其祖先是一千多年前帶到歐洲的亞洲犬，在二次大戰期間，波蘭成為了德國和俄國的戰場，因此波蘭低地牧羊犬曾經面臨絕跡，後來在繁殖家手上重新活躍起來。